# Gladys Carson
Gladys Carson (n. 8 februarie 1903, Leicester, Anglia, Regatul Unit al Marii Britanii și Irlandei – d. 17 noiembrie 1987, Spilsby, Anglia, Regatul Unit) a fost o înotătoare ce a reprezentat Regatul Unit al Marii Britanii și al Irlandei de Nord, medaliată olimpică. A participat la o ediție a Jocurilor Olimpice (1924) în care a câștigat două medalii de bronz.